# المتنزهات الوطنية في المملكة المتحدة

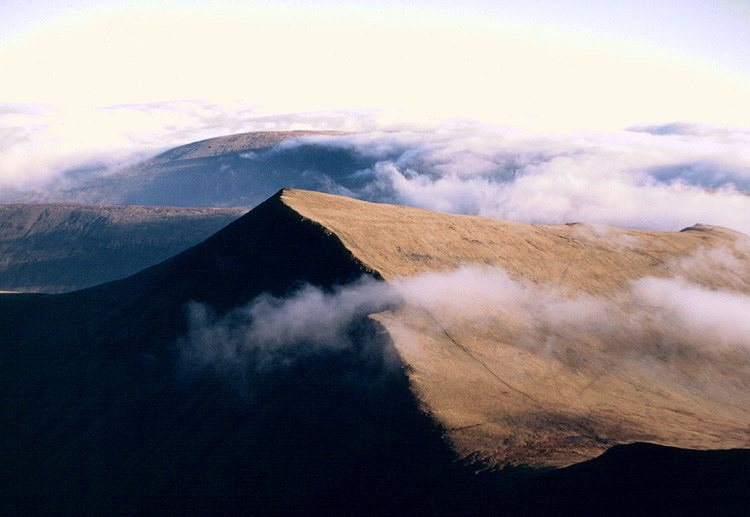
إطلالة من قمة بين ي فان(Pen Y Fan) في حديقة بريكون بيكونز الوطنية – مناظر جبلية من ويلز

المتنزهات الوطنية في المملكة المتحدة هي مساحات ذات مناظر طبيعية خلّابة وغير متطورة نسبيًا. تختلف المتنزهات الوطنية في المملكة المتحدة، مع أنها تشترك في التسمية نفسها، عن المتنزهات الوطنية في بقية الدول، إذ تكون الأخيرة غير مأهولة بالسكان وتملكها وتديرها الحكومة بوصفها ثروة عامة. المتنزهات الوطنية في المملكة المتحدة تضم مستوطنات بشرية تستغل الأرض لصالحها، ما يُعد جزءًا لا يتجزأ من المنظر الطبيعي. أيضًا فإن الأرض بداخل المتنزهات الطبيعية تُعد إلى حد بعيد ملكية خاصة. لا ترقى هذه المتنزهات للمعايير الدولية التي وضعها الاتحاد الدولي لحفظ الطبيعة (آي يو سي أن IUCN)، لكنها مع ذلك تُعد مساحات ذات مناظر طبيعية استثنائية حيث تكون النشاطات السكنية والتجارية مُقيدة.
يوجدُ داخل المملكة المتحدة 14 متنزهًا وطنيًا، إضافةً إلى منطقة أخرى مشابهة. عَشر متنزهات منها توجد في إنجلترا وثلاثة في ويلز واثنان في اسكتلندا.
يزورُ متنزهات إنجلترا وويلز عدد يقدّر بـ110 مليون شخص كل عام. إذ إنّ النشاطات الترفيهية والسياحة تجذب الزوار والدعم المالي للمتنزهات، لتساهم في الحفاظ عليها وتدعم السكان المحليين من خلال الوظائف والأعمال التي توفرها. يجلب هؤلاء الزوار معهم المشكلات كذلك، مثل تعرية التربة والزحام المروري والتضارب في استعمال موارد المتنزهات. الأراضي الزراعية غير خاضعة للحق العام في المشي (public right of way) في حين أنّ أغلب الأراضي غير الزراعية في إنجلترا وويلز تسمح للمواطنين بالمشي خلالها في ظل مرسوم تنظيم الريف والحق في الطريق سنة 2000 (Countryside and rights of way act 2000)

## الإدارة

### سلطات المتنزهات الوطنية
يُدار كل متنزه وطني منذ أبريل 1997 بسلطة المتنزه الخاصة به، التي تمثل سلطة محلية ذات هدف خاص، وفقًا لمرسوم البيئة الصادر سنة 1995. أكثر بقليل من نصف أعضاء سلطة المتنزه تعيّنهم السلطات المحلية التي يقع المتنزه ضمن حدودها الإدارية، والبقية تعينهم وزارة الدولة لشؤون البيئة والغذاء والريف (في إنجلترا) أو الوزارة المختصة (في ويلز)، بعض هؤلاء الأعضاء يمثلون الأبرشيات أو المجالس المحلية، في حين يمثل البقية «المصالح الوطنية».
تخضع المتنزهات الوطنية لقوانين وترتيبات مختلفة في الدول التابعة للمملكة المتحدة. المتنزهات في كلٍ من اسكتلندا وإنجلترا وويلز تخضع لقوانين مختلفة: مرسوم المتنزهات الوطنية لسنة 2000 (اسكتلندا) ومرسوم المتنزهات الوطنية والوصول للأرياف لسنة 1949 (إنجلترا وويلز).
مرسوم البيئة لسنة 1995 (The environment act 1995) حدّد دور المتنزهات العامة:
- للحفاظ على الجمال الطبيعي والحياة البرية والإرث الثقافي للمتنزهات الوطنية وتحسينها.
- منح الفرصة للعامة كي يفهموا ويتمتعوا بالصفات الخاصة التي تملكها المتنزهات الوطنية.

### النشأة والتطور
تظهر الأدلة الأثرية من بريطانيا من عصور ما قبل التاريخ أنّ المتنزهات الوطنية الحالية كانت مأهولة بالبشر منذ العصر الحجري، على الأقل منذ خمسة آلاف سنة، وقبل هذا التاريخ في بعض المناطق. قبل القرن التاسع عشر، كان يُنظر إلى المناطق البرية البعيدة بوصفها ببساطة غير متحضرة وخطرة. وصف دانييل ديفو (Daniel Defoe) سنة 1725 منطقة هاي بيك (High peak) بأنّها أكثر منطقة معزولة وبرية وغير مأهولة في إنجلترا كلها.
بحلول القرن التاسع عشر، كتبَ الشعراء الرومانسيون مثل بايرون (Byron) وكوليردج (Coleridge) ووردسورث (Wordsworth) عن الجمال الأخاذ والملهم للريف «غير المروض». وصفَ ووردسورث سنة 1810 مقاطعة إنكلش لَيك (English Lake District) بأنها ملكية وطنية تمثّل حقًا «لكل شخص يملك عينًا ليبصر بها وقلبًا ليمتعه». هذه الرؤية الأولية أخذت قرنًا من الزمان والكثير من الجدل قبل أنْ تتخذ شكلًا قانونيًا تمثّل بمرسوم المتنزهات الوطنية والأرياف سنة 1949.
اقتُرحت فكرة إنشاء متنزهات وطنية لأول مرة في الولايات المتحدة للحفاظ على المناطق البرية. هذا النموذج طُبق بعدها في العديد من دول العالم، لكن ليس في المملكة المتحدة.
تفتقر بريطانيا إلى مساحات برية كبيرة، خاصةً بعد آلاف السنين من الاستيطان البشري واندماجه مع البيئة المحيطة. إضافةً إلى أن المناطق البرية ذات الجمال الأخاذ التي مدحها الشعراء الرومانسيون كان يُحافَظ عليها، في الواقع، بحالتها الجميلة تلك من طريق النشاطات البشرية مثل الزراعة.

### المتنزهات الوطنية
في إنجلترا: مقاطعة بيك (Peak District) ومقاطعة لَيك (Lake District) ودارتمور (Dartmoor) ونورث يورك مورز (North York Moors) ويوركشاير دَيلز (Yorkshire Dales) وإكسمور ((Exmoor ونورثمبرلاند (Northumberland) وذا برودز (The broads) ونيو فورست (New forest) وساوث داونز (South downs).
في ويلز: سنودونيا (Snowdonia) وساحل بيمبروكشاير (Pembrokeshire coast) وبريكون بيكونز (Brecon Beacons).
في اسكتلندا: لوك لوموند (Loch Lomond) وكايرنكورمز ((Cairngorms.

## التطوير والتخطيط
تُعد سلطات المتنزهات الوطنية هي السلطات المسؤولة عن الإستراتيجيات والتخطيط المحلي في المتنزهات، إذ لا تملك سلطات المقاطعات أو المجالس المحلية أي سلطة تخطيطية في المساحة التي تقع ضمن المتنزه.
سلطة المتنزهات الوطنية مسؤولة عن الحفاظ على إطار عمل للتطوير المحلي -التخطيط الجغرافي للمنطقة. وهم يمنحون كذلك الموافقة على خطط التطوير ضمن إطار العمل، ما يمنحهم سلطة كبيرة على التطوير السكني والصناعي في هذه المناطق، وكذلك تصميم الأبنية والهياكل الأخرى، إضافةً إلى المسائل الإستراتيجية الأخرى مثل استخراج المعادن.

## المساهمة في الاقتصاد المحلي
تُعد السياحة جزءًا مهمًا من الاقتصاد في المناطق التي تضم متنزهات وطنية. يوفّر الزوار دخلًا ووسيلة للعيش لرجال الأعمال المحليين والمزارعين من طريق المحلات ووسائل الراحة. هذا الدخل يوفر الكثير من الوظائف للمتنزه. مثلًا سنة 2004 يُقدر أنّ زوار المتنزه الوطني في مقاطعة بيك ((Peak District قد أنفقوا نحو 185 مليون جنيه إسترليني، ما يدعم نحو 3400 وظيفة تمثل 27٪ من الوظائف في المتنزه الوطني.

## المشكلات في المتنزهات الوطنية
تملك سلطات المتنزهات الوطنية دورين مهمين: أنْ تحافظ وتحسن من وضع المتنزه، وأنْ تشجع الزوار والسياح على القدوم. هاتان المسألتان تسببان العديد من المشكلات المتكررة في المتنزهات الوطنية. يقدّر أنّ 110 مليون شخص يزورون المتنزهات الوطنية في إنجلترا وويلز سنويًا. مع أن الترفيه والسياحة تجلب العديد من الفوائد لهذه المناطق، فإنها تجلب كذلك العديد من المشكلات.
الزحام في القرى والمناطق السياحية
تجذب بعض المناطق السياحية الكثير من الزوار لها ما يسبب سدّ الطرق بسبب الزحام أو عدم وجود أماكن كافية للسيارات، خاصة في أيام الأحد والعطلات العامة.
الضرر للحياة البرية
قد تتضرر الحياة البرية بسبب كثرة استعمال بعض المناطق غير المتاحة للزوار. الطيور التي تعيش في الهضاب تتأثر بهذه المشكلة أكثر من غيرها بسبب أنها تبني أعشاشها على الأرض.
رمي النفايات
تُعد النفايات في المتنزهات منظرًا غير سار وظاهرة غير محببة، ويسبب رمي النفايات التلوث للبيئة وقد يسبب كذلك الضرر للماشية والحياة البرية.

## أماكن طبيعية أخرى في المملكة المتحدة
توجد في المملكة المتحدة عدد من المناطق الطبيعية الأخرى غير المتنزهات الوطنية. تُعد «المناطق ذات الجمال الطبيعي الأخاذ» هي الأكثر شبهًا بالمتنزهات الوطنية، إلا أنها تختلف عنها في كونها تملك أنشطة محدودة في الهواء الطلق. أيضًا فإن الكثير من المتنزهات الوطنية تُعد مناطق ذات تراث ثقافي ووطني. كل المتنزهات العامة كذلك تحتوي بأعداد متفاوتة منشآت للبحث العلمي ومحميات طبيعية وطنية.